# Живкова, Людмила
Людмила Тодорова Живкова (26 июля 1942, с. Говедарци, Болгария — 21 июля 1981, София, Болгария) — болгарский государственный, общественный и культурный деятель. Член Политбюро Болгарской коммунистической партии (1979—1981), Председатель Комитета по культуре и искусству (1975—1981). Дочь Генерального секретаря ЦК БКП, Председателя Государственного Совета Народной республики Болгария Тодора Живкова. Кандидат исторических наук. Заслуженный деятель культуры Народной Республики Болгарии.

## Биография

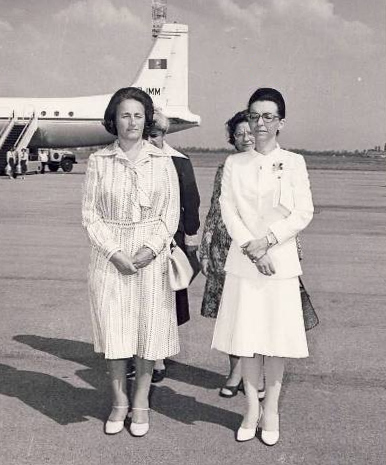
Елена Чаушеску (слева) с Людмилой Живковой в 1977 году

Родилась в семье болгарского революционера Тодора Живкова и Мары Малеевой в селе Говедарци общины Самоков.
Была замужем за Любомиром Стойчевым, позднее за Иваном Славковым. Дети — Евгения (в первом браке) и Тодор (во втором).
1958 год — посещение СССР, в том числе дворцово-паркового ансамбля в городе Петродворец.
1965 год — окончание исторического факультета Софийского университета. Работа старшим научным сотрудником в Институте балканистики Болгарской Академии наук. Написан ряд монографий, исследований и статей, изданных в Болгарии и за рубежом, по вопросам истории искусства и культуры.
1967 год — вступление в Болгарскую коммунистическую партию.
1970 год — стажировка в области истории искусств в Московском государственном университете и в Оксфорде.

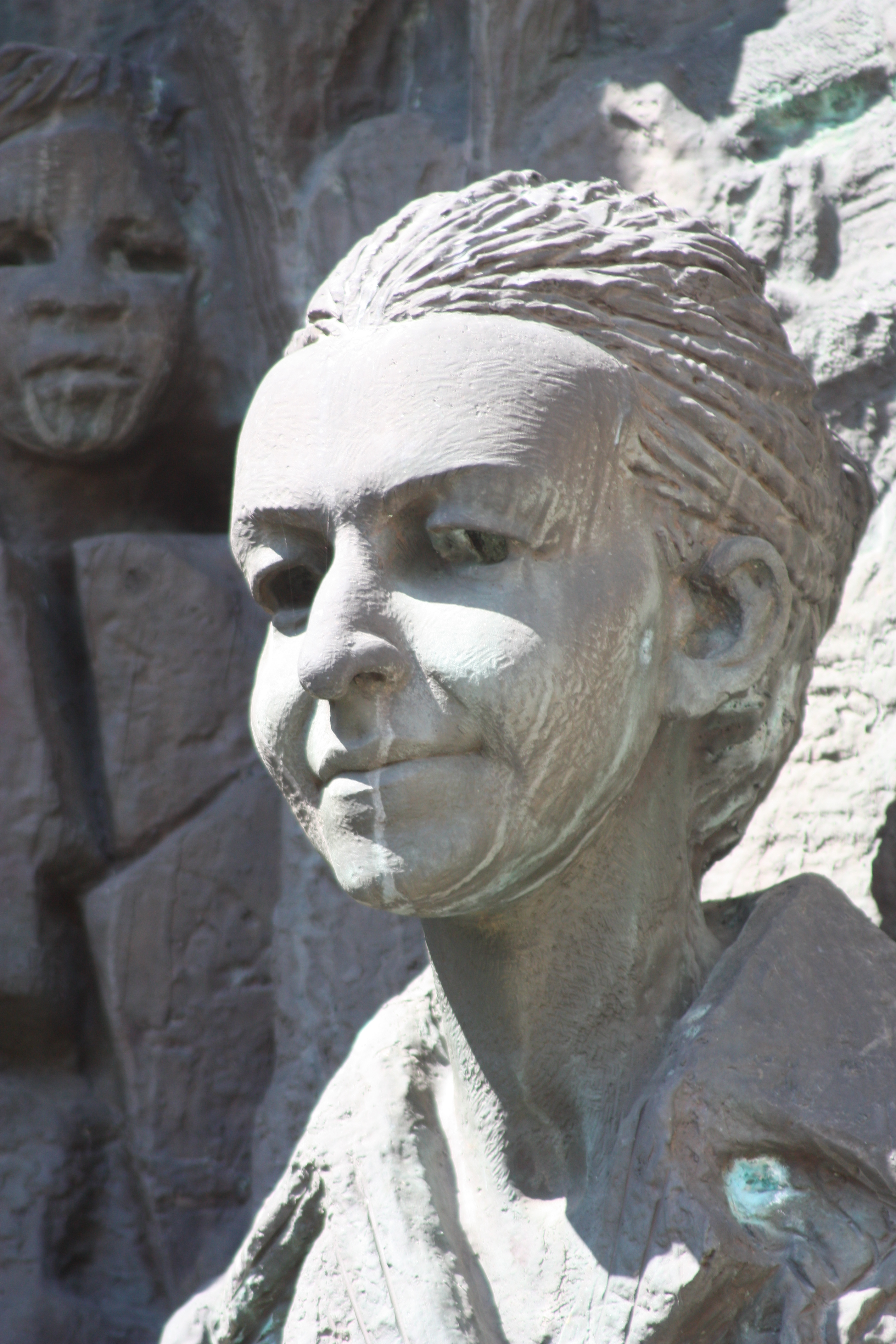
Статуя Живковой в Софии

1971 год — защита кандидатской диссертации по теме «Англо-турецкие отношения в 1933—1939 годах».
С 1971 года — заместитель председателя болгарского Комитета дружбы и культурных связей с зарубежными странами, заместитель председателя Комитета по культуре и искусству Народной Республики Болгарии.
1973 год, 12 ноября — автокатастрофа, тяжелые последствия, восстановление зрения: значительную роль в восстановлении здоровья сыграла восточная медицина.
1975 год — 1981 год — председатель Комитета по культуре и искусству в ранге министра, депутат Народного собрания Народной Республики Болгарии.
Стремилась к усовершенствованию общественно-государственного принципа управления культурой, была инициатором создания и развития комплекса «Художественное творчество, культурная деятельность и средства массовой информации». В качестве председателя Национальной координационной комиссии и оперативного бюро по организации празднования 1300-летия Болгарского государства провела большую работу по развитию культуры, науки и образования, по пропаганде успехов Болгарии в борьбе за мир и взаимопонимание.
Была одним из ярких поборников болгарско-советской дружбы и культурного сотрудничества. В сентябре 1975 года встречалась с актёрами театра «На Таганке», находившимися на гастролях в Болгарии. Уделяла много внимания изучению и популяризации творческого наследия семьи Рерихов. По инициативе Людмилы Живковой 1978 год объявлен в Болгарии «Годом Рериха». В марте 1978 года выступила на заседании рабочей группы Комитета по культуре и искусству по программе «Н. К. Рерих» (из выступления: »Я хочу сказать здесь, что со стороны Святослава Рериха наша страна имеет полную поддержку и содействие. Со стороны его жены – тоже. <…> Мы должны в максимальной степени использовать все возможности, которые предоставляет нам это сотрудничество»). В 1979 году Людмила Живкова возглавила делегацию Народной Республики Болгарии на Генеральной ассамблее ООН в Нью-Йорке и выступила на её пленарном заседании с речью. В 1979 году проведена Первая международная детская Ассамблея «Знамя Мира» под эгидой ЮНЕСКО, приуроченная к Международному году ребёнка, объявленному ООН, в которой приняли участие более 2 500 детей из 85 стран. Международная детская ассамблея прошла с 15 по 25 августа 1979 года под патронажем генерального директора ЮНЕСКО Амаду Махтар М’Боу и исполнительного директора детского фонда ООН «ЮНИСЕФ» Генри Лабиуса. Построен комплекс «Колокол» в Софии, открыто множество культурных центров, библиотек, музеев и галерей. В последние годы жизни проявляла интерес к восточной философии, «Агни-йоге». Неоднократно посещала прорицательницу Вангу.
Людмила Живкова писала:
Мечта о всесторонне развитой индивидуальности человека – извечная мечта. То как бегство от жизни, то как трагическое усилие индивида преодолеть личностные и социальные ограничения, как греза или беспочвенная надежда просветителей-моралистов, как неудержимое стремление к претворению в жизнь высших духовных идеалов и принципов, как идеал всестороннего развития личности и полноценного развёртывания её творческих возможностей, она проходит красной нитью через всю многовековую историю людского рода, духовной жизни и духовной деятельности человечества
1976 год — 1981 год — депутат Народного собрания Болгарии VII и VIII созывов от округа Говедарци.
1979 год — 1981 год — член Политбюро ЦК Болгарской коммунистической партии (с 17 июля 1979 года).
1980 год — организация торжеств в рамках празднования Юбилея 1300-летия Болгарии: Второй международный фестиваль анимационных фильмов в Варне, открыты памятники Неизвестному солдату и хану Аспаруху — основателю болгарской государственности, состоялась премьера фильма-трилогии «Хан Аспарух». В Велико-Тырново проведено торжественное собрание в честь Юбилея. В Пловдиве открыт восстановленный Античный театр. В Софии создана Национальная галерея зарубежного искусства, создан Национальный музей Земли и Людей, основана Национальная гимназия древних языков и культур с изучением латыни, древнегреческого и санскрита, велось строительство Национального дворца Культуры — уникального архитектурного комплекса мирового уровня с росписями на стенах, скульптурой, мозаиками, деревянной резьбою и гобеленами (открыт в 1981 году). Одной из подпрограмм Комитета по культуре в рамках празднования Юбилея, было намечено восстановление всех монастырей Болгарии и превращение их в духовные и туристические центры
1981 год, 15 января — визит в СССР и подписание болгарско-советского соглашения о культурном сотрудничестве на 1981—1985 годы.
1981 год, 17-27 февраля — государственный визит в Индию и встреча с премьер-министром страны Индирой Ганди. В марте — визит в Мексику.
1981 год, 31 марта — 4 апреля — участие в работе XII съезда Болгарской коммунистической партии. В июне — визиты в ГДР и Австрию, где был подписан план двухстороннего сотрудничества в области культуры, науки и образования.
1981 год, 21 июля — внезапная смерть в 2 часа ночи на территории правительственной резиденции «Бояна» на южной окраине Софии. Тело Людмилы Живковой было найдено в бассейне. По заключению специальной медицинской комиссии смерть наступила от «сильного перенапряжения… в результате внезапного кровоизлияния в мозг» (инсульт). Из заключения медицинской комиссия (на болгарском языке):
В последно време в резултат на голямо напрежение здравословното състояние на др. Людмила Живкова се влоши. Предприетите мерки за възстановяване на здравето й доведоха до бързо подобряване. На 20 юли 1981 г. обаче състоянието й отново рязко се влоши в резултат на внезапно настъпил мозъчен кръвоизлив и последвали тежки необратими разстройства на дишането и кръвообращението. Смъртта настъпи в 02 часа на 21 юли 1981 г.
Несколько дней незадолго до смерти провела в резиденции вблизи курорта Боровец. 20 июля дочь посетил Тодор Живков.
Похоронена 23 июля на Центральном кладбище Софии, участок 10. В государственной церемонии похорон приняли участие генеральный секретарь ЦК Болгарской коммунистической партии Тодор Живков, члены и секретари ЦК Болгарской коммунистической партии, деятели искусств и ученые, представители общественности, зарубежные делегаты и родственники Людмилы Живковой. Делегацию СССР возглавлял секретарь ЦК КПСС, кандидат в члены Политбюро ЦК КПСС, министр культуры СССР Пётр Нилович Демичев, выступивший на церемонии похорон.

## Память
Оценки деятельности Людмилы Живковой современниками были различны.
Из официального сообщения о смерти Людмилы Живковой (на болгарском языке):
ЦК на БКП, Народното събрание, Министерският съвет и Националният съвет на Отечествения фронт с дълбока скръб и неизмерима болка съобщават, че на 21 юли тази година в 02 часа сутринта след кратко боледуване почина на 39-годишна възраст членът на Политбюро на ЦК на БКП, председател на Комитета за култура, народният представител, беззаветно вярната дъщеря на Партията и народа Людмила Живкова.
Генерал КГБ СССР Филипп Бобков вспоминал:
Болгары... говорили о вреде, который наносит авторитету партии поведение Людмилы Живковой
Из книги «Имя мое — огонь» (София: София-Пресс, 1985 г. С.38-40)
Людмила Живкова обладала способностью выслушивать людей независимо от того, были ли они специалистами в данной области познания, или обыкновенными людьми со своими житейскими проблемами.
Позднее в Комитете по культуре ее кабинет осаждали тысячи желающих встретиться с ней в приемные часы, и она всегда находила для всех время, и всегда с серьезностью относилась к тому, что ей говорили, к человеческим словам. Ее доброта и доверчивость были пословичны. Может прозвучать парадоксально, но именно сердечность, простота и естественность в общении с людьми, ее земность, сохранившаяся до конца даже в дни высочайшего полета, делали ее неземной, нереальной, сверхъестественной, как будто человечность есть что-то наиболее необыкновенное в этом мире
Многие инициативы после ухода Людмилы Живковой из жизни были свёрнуты. В последние годы растет внимание к личности и деятельности Людмилы Живковой как к выдающемуся культурному деятелю Болгарии.
Открытый 31 марта 1981 года Национальный дворец культуры в центре Софии — крупнейший в Восточной Европе конгрессно-выставочный центр в 1982—1990 годах носил имя Людмилы Живковой.
Бюст Людмилы Живковой установлен на её могиле на Центральном кладбище Софии.
В 1982 году в Болгарии была выпущена марка, коллекционная серебряная монета достоинством 20 левов, а также монета номиналом 5 левов в память 40-летия со дня рождения Людмилы Живковой.
В 1982 году создан Международный фонд имени Людмилы Живковой с целью продолжить её начинания (в 1990-е годы переименован в Фонд «Кирилл и Мефодий»).